# 국도 제23호선
국도 제23호선 (강진 ~ 천안선, 國道第二十三號 康津天安線)은 전라남도 강진군 강진읍 동성사거리와 충청남도 천안시 동남구 신부동 천안 나들목을 연결하는 대한민국의 일반 국도이다. 종점인 천안 나들목에서 국가지원지방도 제23호선과 직결된다.

## 역사
- 1967년 : 2급 국도 23호 목포 ~ 천안선으로 지정.[1]
- 1971년 8월 31일 : 일반국도노선지정령에 의해 국도 제23호선 목포 ~ 천안선이 됨.[2]
- 1973년 9월 8일 : 선형 개량으로 인해 논산군 논산읍 부창동 1.64km 구간을 논산군 논산읍 부창동 ~ 화지동 1.44km로 도로구역 변경[3]
- 1975년 10월 1일 : 익산군 함열면 남당리 ~ 김제군 백산면 홍사리 2.24km 구간 개통 및 기존 2.85km 구간 폐지[4]
- 1976년 12월 30일 : 김제군 김제읍 요촌리 ~ 교동리 1.194km 구간 개통 및 기존 1.2km 구간 폐지[5]
- 1980년 7월 31일 : 고창군 흥덕면 동사리 ~ 부안군 행안면 신기리 26.2km 구간 개통[6]
- 1981년 3월 14일 : 기점을 '전라남도 목포시'에서 '전라남도 강진군 대구면'으로 변경함. 이에 따라 '목포 ~ 천안선'에서 '마량 ~ 천안선'이 됨.[7]
- 1981년 5월 30일 : 대통령령 제10247호 일반국도노선지정령 개정에 따라 변경된 94km 구간으로 도로구역 변경[8]
- 1981년 6월 24일 : 기점을 강진군 대구면에서 강진군 강진읍으로 변경해 23호 강진 ~ 천안선이 됨.[9]
- 1981년 8월 12일 : 대통령령 제10371호 일반국도노선지정령 개정에 따라 변경된 49km 구간으로 도로구역 변경[10]
- 1981년 8월 17일 : 국도로 승격된 강진군 강진읍 동성리 ~ 장흥군 장흥읍 충렬리 66.35km 구간, 장흥군 장흥읍 건산리 ~ 나주군 영산포읍 산정리 50.65km 구간, 나주군 왕곡면 장산리 ~ 동강면 운산리 15.45km 구간, 함평군 학교읍 곡참리 ~ 사거리 4.9km 구간 개통[11]
- 1993년 1월 19일 : 함평우회도로 및 함평 ~ 장성간 도로(함평군 함평읍 기각리 ~ 대덕리) 2.9km 구간 개통[12]
- 1999년 3월 31일 : 대덕우회도로(장흥군 대덕읍 잠두리 ~ 연지리) 3.14km 구간 개통[13]
- 1999년 7월 8일 : 성송우회도로(고창군 성송면 암치리 ~ 학천리) 3.16km 구간 개통, 기존 2.8km 구간 폐지[14]
- 1999년 12월 23일 : 공주시 정안면 화봉리 ~ 논산시 부창동 46.3km 구간 4차선 확장 개통.[15]
- 1999년 12월 28일 : 익산시 신용동 ~ 강경읍 시 경계 21.3km 구간 4차선 확장 개통.[16]
- 1999년 12월 31일 : 학교 ~ 함평간 도로(함평군 학교면 사거리 ~ 함평읍 기각리) 5.26km 구간 확장 개통, 기존 구간 폐지[17]
- 2000년 1월 10일 : 논산시 부창동 ~ 공주시 소학동 30.44km 구간 확장 개통[18]
- 2000년 4월 : 칠량우회도로(강진군 칠량면 영복리 ~ 장계리) 2.84km 구간 개통 및 기존 1.95km 구간 폐지[19]
- 2000년 11월 11일 : 공주시 소학동 ~ 정안면 화봉리 13.48km 구간 확장 개통[20]
- 2001년 1월 1일 : 신광우회도로(함평군 신광면 삼덕리 ~ 월암리) 1.77km 구간 개통, 기존 1.4km 구간 폐지[21]
- 2001년 1월 15일 : 장흥우회도로(장흥군 장흥읍 건산리 ~ 행원리) 1.54km 구간 개통, 기존 장흥읍 통과 구간 폐지[22]
- 2001년 4월 11일 : 관산우회도로(장흥군 관산읍 죽교리 ~ 옥당리) 2.5km 구간 개통, 기존 장흥군 용산면 녹원리 ~ 관산읍 옥당리 2.41km 구간 폐지[23]
- 2001년 11월 30일 : 공주시 정안면 화봉리 ~ 연기군 전의면 유천리 18.02km 구간 4차선 확장 개통[24][25]
- 2002년 5월 28일 : 김제 ~ 공덕 ~ 이리간 도로(김제시 공덕면 황산리 ~ 익산시 목천동) 7.2km 구간 확장 개통[26]
- 2002년 11월 : 김제 ~ 공덕간 도로(김제시 명덕동 ~ 교동, 김제시 서암동 ~ 공덕면 황산리) 10.4km 구간 확장 개통[27], 기존 7.2km 구간 폐지[28]
- 2003년 7월 14일 : 나주시 공산면 동촌리 ~ 상방리 3.33km 구간 확장 개통[29]
- 2004년 3월 22일 : 탐진댐 완공으로 장흥군 부산면 구룡리 ~ 유치면 반월리 14.14km 구간 이설 개통[30][31]
- 2004년 4월 1일 : 탐진댐 이설도로 개통으로 기존 장흥군 유치면 대리 ~ 신풍리 10.03km 구간 폐지[30]
- 2005년 6월 3일 : 익산시 오산면 영만리 ~ 함열읍 다송리 10.8km 구간을 자동차 전용도로로 지정[32]
- 2006년 4월 24일 : 함평군 함평읍 기각리 ~ 진양리 4.0km 구간 부분 개통[33]
- 2006년 12월 29일 : 함평군 함평읍 기각리 ~ 신광면 계천리 10.03km 구간 확장 개통[34][35]
- 2008년 2월 1일 : 위험도로(함평군 학교면 곡창리 ~ 학교리) 1.52km 구간 개량 개통, 기존 1.04km 구간 폐지[36]
- 2010년 7월 20일 : 논산시 놀뫼대교 진입교량 개통[37]
- 2010년 12월 24일 : 세지우회도로(영암군 금정면 월평리 ~ 나주시 세지면 대산리) 4.99km 구간 확장 개통, 기존 4.78km 구간 폐지[38][39]
- 2014년 1월 29일 : 논산시 부창동 ~ 성동면 원봉리 920m 구간 확장 개통[40]
- 2015년 3월 27일 : 종점이 도로원점삼거리에서 천안 나들목으로 변경[41]
- 2015년 4월 13일 : 구 논산대교(논산시 대교동 ~ 광석면 산동리) 273m 구간 폐지[42]
- 2016년 3월 28일 : 장흥 용산우회도로(장흥군 용산면 어산리 ~ 녹원리) 3.2km 구간 확장 개통, 기존 장흥군 용산면 인암리 ~ 녹원리 3.2km 구간 폐지[43]
- 2016년 6월 10일 : 나주 ~ 동강간 도로(나주시 동강면 인동리 ~ 진천리, 나주시 동강면 월양리 ~ 공산면 동촌리, 나주시 공산면 상방리 ~ 동수동) 총 9.5km 구간 확장 개통, 기존 나주시 동강면 인동리 ~ 동촌리 1.8km 구간과 나주시 공산면 상방리 ~ 동수동 6.4km 구간 폐지[44]
- 2016년 12월 21일 : 익산시 국도대체우회도로 황등 ~ 오산 구간(익산시 오산면 영만리 ~ 함열읍 다송리) 10.8km 구간 확장 개통, 기존 익산시 오산면 송학리 ~ 함열읍 다송리 11.8km 구간 폐지[45]
- 2017년 1월 2일 : 황등 ~ 오산간 도로 개통으로 익산시 오산면 송학리 ~ 함열읍 다송리 11.8km 구간을 익산시 오산면 영만리 ~ 함열읍 다송리 10.8km 구간으로 노선 지정 변경[46]
- 2017년 1월 18일 : 성송 ~ 고창간 도로(고창군 성송면 학천리 ~ 고창읍 덕산리) 6.8km 구간 확장 개통, 기존 고창군 고수면 장두리 ~ 고창읍 덕산리 총 2.5km 구간 폐지[47]
- 2017년 8월 16일 : 영광 ~ 대산간 도로(전라남도 영광군 영광읍 신하리 ~ 전라북도 고창군 대산면 춘산리) 10.15km 구간 확장 개통, 기존 전라남도 영광군 영광읍 녹사리 ~ 전라북도 고창군 대산면 춘산리 총 6.35km 구간 폐지[48]
- 2018년 7월 26일 : 용산 ~ 장흥간 도로(장흥군 용산면 어산리 ~ 장흥읍 충열리) 5.73km 구간 확장 개통[49]
- 2018년 9월 17일 : 용산 ~ 장흥간 도로 개통으로 인해 기존 장흥군 용산면 어산리 ~ 장흥읍 덕제리 총 4.5km 구간 폐지[50]
- 2020년 11월 30일 : 강진 ~ 마량간 도로(강진군 군동면 삼신리 ~ 칠량면 영복리 5.9km 구간과 강진군 칠량면 현평리 ~ 마량면 마량리 12.6km) 총 18.5km 구간 확장 개통, 기존 강진군 군동면 삼신리 ~ 대구면 구수리 총 2.57km 구간 폐지[51]
- 2021년 12월 22일 : 김제시 명덕동 ~ 흥사동 9.22km 구간을 자동차 전용도로로 지정[52]
- 2021년 12월 28일 : 김제시 국도대체우회도로 흥사 ~ 연정간 도로(김제시 명덕동 ~ 흥사동) 10.32 km 구간 신설 개통[53]
- 2022년 10월 12일 : 대덕 ~ 용산간 도로 (장흥군 관산읍 외동리 ~ 용산면 어산리  10.1 km 구간 개량 개통, 기존 장흥군 관산읍 삼산리 ~ 외동리 1.85 km 구간과 용산면 녹원리 340m 구간 폐지[54]

## 주요 경유지
전라남도
- 강진군 (강진읍 · 군동면 · 칠량면 · 대구면 · 마량면) - 장흥군 (대덕읍 · 관산읍 · 용산면 · 장흥읍 · 부산면 · 유치면) - 영암군 금정면 - 나주시 (세지면 · 봉황면 · 세지면 · 대기동 · 부덕동 · 용산동 · 이창동 · 운곡동 · 왕곡면 · 운곡동 · 동수동 · 왕곡면 · 공산면 · 동강면) - 함평군 (학교면 · 함평읍 · 대동면 · 신광면) - 영광군 (불갑면 · 군서면 · 영광읍 · 묘량면 · 영광읍 · 대마면)

전북특별자치도
- 고창군 대산면

전라남도
- 영광군 대마면

전북특별자치도
- 고창군 (대산면 · 성송면 · 고수면 · 고창읍 · 신림면 · 흥덕면) - 부안군 (줄포면 · 보안면 · 상서면 · 주산면 · 상서면 · 행안면 · 부안읍 · 동진면) - 김제시 (죽산면 · 명덕동 · 연정동 · 교동 · 갈공동 · 서암동 · 하동 · 흥사동 · 백산면 · 공덕면) - 익산시 (오산면 · 목천동 · 송학동 · 오산면 · 모현동 · 현영동 · 모현동 · 신용동 · 신동·신용동 · 황등면 · 함열읍 · 용안면 · 용동면 · 망성면)

충청남도
- 논산시 (강경읍 · 채운면 · 등화동 · 부창동 · 성동면 · 광석면 · 노성면 · 상월면) - 공주시 (계룡면 · 신기동 · 소학동 · 월송동 · 동현동 · 송선동 · 동현동 · 송선동 · 의당면 · 우성면 · 의당면 · 정안면) - 천안시 동남구 광덕면

세종특별자치시
- 전의면

충청남도
- 천안시 동남구 광덕면

세종특별자치시
- 소정면

충청남도
- 천안시 동남구 (목천읍 · 삼룡동 · 구성동 · 원성동 · 신부동)

## 노선
- (■): 자동차 전용도로 구간

### 전라남도
| 이름                           | 접속 노선                                                                   | 소재지                                                      | 소재지                                                         | 비고                           |
| ------------------------------ | --------------------------------------------------------------------------- | ----------------------------------------------------------- | -------------------------------------------------------------- | ------------------------------ |
| 동성사거리                     | 보은로 향교로                                                               | 강진군                                                      | 강진읍                                                         | 기점                           |
| 목리교                         |                                                                             | 강진군                                                      | 강진읍                                                         |                                |
|                                | 군동면                                                                      | 강진군                                                      |                                                                |                                |
| 목리 교차로                    | 국도 제2호선 국도 제18호선 (녹색로)                                         | 강진군                                                      |                                                                |                                |
| 금사 교차로                    | 청자로                                                                      | 강진군                                                      |                                                                |                                |
| 삼신교                         |                                                                             | 강진군                                                      |                                                                |                                |
| (이름 없음)                    | 청자로                                                                      | 강진군                                                      |                                                                |                                |
| 연화 교차로                    | 청자로                                                                      | 강진군                                                      |                                                                |                                |
| 송산 교차로                    | 청자로                                                                      | 강진군                                                      | 칠량면                                                         |                                |
| 칠량농공단지앞 교차로          |                                                                             | 강진군                                                      | 칠량면                                                         |                                |
| 칠량삼거리                     | 칠량로                                                                      | 강진군                                                      | 칠량면                                                         |                                |
| 칠량면소재지 교차로            | 지방도 제827호선 (칠관로)                                                   | 강진군                                                      | 칠량면                                                         |                                |
| 봉황 교차로                    | 칠량옹기로                                                                  | 강진군                                                      | 칠량면                                                         | 상행 진출만 가능               |
| 모개남재                       |                                                                             | 강진군                                                      | 칠량면                                                         |                                |
| 장계교                         |                                                                             | 강진군                                                      | 칠량면                                                         |                                |
| 장계 교차로                    | 장계로                                                                      | 강진군                                                      | 칠량면                                                         |                                |
| 가우도입구 교차로              |                                                                             | 강진군                                                      | 대구면                                                         |                                |
| 강진도예학교                   | 지방도 제819호선 (중저길)                                                   | 강진군                                                      | 대구면                                                         | 지방도 제819호선과 중복        |
| 미산삼거리                     | 미산길 청자촌길                                                             | 강진군                                                      | 대구면                                                         | 지방도 제819호선과 중복        |
| 수동1 교차로                   | 지방도 제819호선 (대대로)                                                   | 강진군                                                      | 대구면                                                         | 지방도 제819호선과 중복        |
| 수동교                         |                                                                             | 강진군                                                      | 대구면                                                         |                                |
| 대구 교차로                    | 수동안길                                                                    | 강진군                                                      | 대구면                                                         |                                |
| 강진대구중학교 대구초등학교    |                                                                             | 강진군                                                      | 대구면                                                         |                                |
| 수인 교차로                    | 까막섬로                                                                    | 강진군                                                      | 마량면                                                         |                                |
| 마량 교차로                    | 국도 제77호선 (고금로)                                                      | 강진군                                                      | 마량면                                                         | 국도 제77호선과 중복           |
| 영동삼거리                     | 미항로                                                                      | 강진군                                                      | 마량면                                                         | 국도 제77호선과 중복           |
| 마량원포축구장 (구 원포분교장) | 원포길                                                                      | 강진군                                                      | 마량면                                                         | 국도 제77호선과 중복           |
| 숙마삼거리                     | 삼마로                                                                      | 강진군                                                      | 마량면                                                         | 국도 제77호선과 중복           |
| 하분교                         |                                                                             | 강진군                                                      | 마량면                                                         | 국도 제77호선과 중복           |
|                                | 장흥군                                                                      | 대덕읍                                                      |                                                                | 국도 제77호선과 중복           |
| 신리삼거리                     | 장흥군                                                                      | 대덕읍                                                      | 신리용암로                                                     | 국도 제77호선과 중복           |
| 원무덤재                       | 장흥군                                                                      | 대덕읍                                                      |                                                                | 국도 제77호선과 중복           |
| (이름 없음)                    | 장흥군                                                                      | 대덕읍                                                      | 도청신월로                                                     | 국도 제77호선과 중복           |
| 연지 교차로                    | 장흥군                                                                      | 대덕읍                                                      | 지방도 제819호선 (회진로)                                      | 국도 제77호선과 중복           |
| 연지삼거리                     | 장흥군                                                                      | 대덕읍                                                      | 대대로                                                         | 국도 제77호선과 중복           |
| 관흥삼거리                     | 장흥군                                                                      | 관흥회진로                                                  | 관산읍                                                         | 국도 제77호선과 중복           |
| 수동 교차로                    | 장흥군                                                                      |                                                             | 관산읍                                                         | 국도 제77호선과 중복           |
| 삼산 교차로                    | 장흥군                                                                      | 장흥대로 삼산로                                             | 관산읍                                                         | 국도 제77호선과 중복           |
| 외동터널                       | 장흥군                                                                      |                                                             | 관산읍                                                         | 국도 제77호선과 중복 연장 326m |
| 평촌 교차로                    | 장흥군                                                                      | 장흥대로                                                    | 관산읍                                                         | 국도 제77호선과 중복           |
| 산저 교차로                    | 장흥군                                                                      | 방촌산저길                                                  | 관산읍                                                         | 국도 제77호선과 중복           |
| 호산삼거리                     | 장흥군                                                                      | 방촌대평길                                                  | 관산읍                                                         | 국도 제77호선과 중복           |
| 천관산 교차로                  | 장흥군                                                                      | 관산로 천관산길                                             | 관산읍                                                         | 국도 제77호선과 중복           |
| 죽교 교차로                    | 장흥군                                                                      | 지방도 제827호선 (정남진로)                                 | 관산읍                                                         | 국도 제77호선과 중복           |
| 관산교                         | 장흥군                                                                      |                                                             | 관산읍                                                         | 국도 제77호선과 중복           |
| 솔치재                         | 장흥군                                                                      |                                                             | 관산읍                                                         | 국도 제77호선과 중복           |
|                                | 장흥군                                                                      | 용산면                                                      |                                                                | 국도 제77호선과 중복           |
| 솔치삼거리                     | 장흥군                                                                      | 관산로                                                      |                                                                | 국도 제77호선과 중복           |
| 녹원교                         | 장흥군                                                                      |                                                             |                                                                | 국도 제77호선과 중복           |
| 녹원리                         | 장흥군                                                                      | 국도 제77호선 (장흥대로)                                    |                                                                | 국도 제77호선과 중복           |
| 월림교                         | 장흥군                                                                      |                                                             |                                                                |                                |
| 월림 교차로 (월림IC교)         | 장흥군                                                                      | 국도 제77호선 (장흥대로)                                    |                                                                |                                |
| 묵촌교 남상천교 접정교 어산교  | 장흥군                                                                      |                                                             |                                                                |                                |
| 어산 교차로                    | 장흥군                                                                      | 장흥대로                                                    |                                                                |                                |
| 어산리                         | 장흥군                                                                      | 장흥대로                                                    |                                                                |                                |
| 장흥교도소                     | 장흥군                                                                      |                                                             |                                                                |                                |
| 석동교                         | 장흥군                                                                      |                                                             |                                                                |                                |
| 어동 교차로                    | 장흥군                                                                      | 장흥대로                                                    |                                                                |                                |
| 자울재터널                     | 장흥군                                                                      |                                                             | 연장 780m                                                      |                                |
| 자울재터널                     | 장흥군                                                                      | 장흥읍                                                      | 연장 780m                                                      |                                |
| 덕제 교차로                    | 장흥군                                                                      | 장흥대로                                                    |                                                                |                                |
| 순지교                         | 장흥군                                                                      |                                                             |                                                                |                                |
| 순지 교차로                    | 장흥군                                                                      | 국도 제2호선 국도 제18호선 국가지원지방도 제55호선 (녹색로) | 국가지원지방도 제55호선과 중복                                 |                                |
| 순지삼거리                     | 장흥군                                                                      | 진흥로                                                      | 국가지원지방도 제55호선과 중복                                 |                                |
| 장흥남초등학교                 | 장흥군                                                                      |                                                             | 국가지원지방도 제55호선과 중복                                 |                                |
| 충열삼거리                     | 장흥군                                                                      | 지방도 제835호선 (장강로)                                   | 국가지원지방도 제55호선과 중복                                 |                                |
| 장흥공설운동장                 | 장흥군                                                                      | 읍성로                                                      | 국가지원지방도 제55호선과 중복                                 |                                |
| 신남외리삼거리                 | 장흥군                                                                      | 칠거리예양로                                                | 국가지원지방도 제55호선과 중복                                 |                                |
| 장흥대교                       | 장흥군                                                                      |                                                             | 국가지원지방도 제55호선과 중복                                 |                                |
| 건산5구삼거리                  | 장흥군                                                                      | 홍성로 평화신기1길                                          | 국가지원지방도 제55호선과 중복                                 |                                |
| 장흥교사거리                   | 장흥군                                                                      | 장흥로 칠거리예양로                                         | 국가지원지방도 제55호선과 중복                                 |                                |
| 건산7구삼거리                  | 장흥군                                                                      | 북부로                                                      | 국가지원지방도 제55호선과 중복                                 |                                |
| 잣두삼거리                     | 장흥군                                                                      | 동교로                                                      | 국가지원지방도 제55호선과 중복                                 |                                |
| 장흥 나들목                    | 장흥군                                                                      | 10호선 남해고속도로                                         | 국가지원지방도 제55호선과 중복                                 |                                |
| 부산교                         | 장흥군                                                                      |                                                             | 국가지원지방도 제55호선과 중복                                 |                                |
|                                | 장흥군                                                                      | 부산면                                                      | 국가지원지방도 제55호선과 중복                                 |                                |
| 부산사거리                     | 장흥군                                                                      | 내안구룡길 지동1길                                          | 국가지원지방도 제55호선과 중복                                 |                                |
| 심천삼거리                     | 장흥군                                                                      | 심천공원길                                                  | 국가지원지방도 제55호선과 중복                                 |                                |
| 심천교                         | 장흥군                                                                      |                                                             | 국가지원지방도 제55호선과 중복                                 |                                |
| 지천삼거리                     | 장흥군                                                                      | 지천길                                                      | 국가지원지방도 제55호선과 중복                                 |                                |
| 지천교                         | 장흥군                                                                      |                                                             | 국가지원지방도 제55호선과 중복                                 |                                |
| 지천터널                       | 장흥군                                                                      |                                                             | 국가지원지방도 제55호선과 중복 연장 935m                       |                                |
| 지천터널                       | 장흥군                                                                      | 유치면                                                      | 국가지원지방도 제55호선과 중복 연장 935m                       |                                |
| 늑룡삼거리                     | 장흥군                                                                      | 지방도 제820호선 (피재로)                                   | 국가지원지방도 제55호선과 중복                                 |                                |
| 늑룡교                         | 장흥군                                                                      |                                                             | 국가지원지방도 제55호선과 중복                                 |                                |
| 마정삼거리                     | 장흥군                                                                      | 마정길                                                      | 국가지원지방도 제55호선과 중복                                 |                                |
| 신풍삼거리                     | 장흥군                                                                      | 신풍신덕로 유치로                                           | 국가지원지방도 제55호선과 중복                                 |                                |
| 관동 교차로                    | 장흥군                                                                      | 밤재로                                                      | 국가지원지방도 제55호선과 중복                                 |                                |
| 남송삼거리                     | 남송길 내산길                                                               | 영암군                                                      | 국가지원지방도 제55호선과 중복                                 | 금정면                         |
| 금정초등학교 영암금정중학교    |                                                                             | 영암군                                                      | 국가지원지방도 제55호선과 중복                                 | 금정면                         |
| 용흥삼거리                     | 지방도 제819호선 (여운재로)                                                 | 영암군                                                      | 국가지원지방도 제55호선과 중복                                 | 금정면                         |
| 금정 나들목                    | 255호선 강진광주고속도로                                                    | 영암군                                                      | 국가지원지방도 제55호선과 중복                                 | 금정면                         |
| 석산삼거리                     | 신금로                                                                      | 영암군                                                      | 국가지원지방도 제55호선과 중복                                 | 금정면                         |
| 금대 교차로                    | 양와길                                                                      | 영암군                                                      | 국가지원지방도 제55호선과 중복                                 | 금정면                         |
| 화동 교차로                    | 성산덕산길 성산화동길                                                       | 나주시                                                      | 국가지원지방도 제55호선과 중복                                 | 세지면                         |
| 오봉 교차로                    | 동창로                                                                      | 나주시                                                      | 국가지원지방도 제55호선과 중복                                 | 세지면                         |
| 세지터널                       |                                                                             | 나주시                                                      | 국가지원지방도 제55호선과 중복 상행 연장 366m 하행 연장 358m   | 세지면                         |
| 세지 교차로                    | 국가지원지방도 제55호선 지방도 제820호선 (지평로)                           | 나주시                                                      | 국가지원지방도 제55호선과 중복                                 | 세지면                         |
| 대산 교차로                    | 동창로                                                                      | 나주시                                                      |                                                                | 세지면                         |
| 부덕 교차로                    | 국도 제1호선 국가지원지방도 제49호선 국가지원지방도 제60호선 (빛가람장성로) | 나주시                                                      | 영산동                                                         |                                |
| 용산주공아파트삼거리           | 지방도 제818호선 (봉황로)                                                   | 나주시                                                      | 영산동                                                         |                                |
| 전남외국어고등학교             |                                                                             | 나주시                                                      | 영산동                                                         |                                |
| 외국어고앞                     | 영나로 가마태길                                                             | 나주시                                                      | 영산동                                                         |                                |
| 광신여객                       |                                                                             | 나주시                                                      | 영산동                                                         |                                |
| 이창동삼거리                   | 국도 제13호선 (예향로)                                                      | 나주시                                                      | 이창동                                                         | 국도 제13호선과 중복           |
| 영산포공용버스터미널           |                                                                             | 나주시                                                      | 이창동                                                         | 국도 제13호선과 중복           |
| 이창택지삼거리                 | 풍물시장1길                                                                 | 나주시                                                      | 이창동                                                         | 국도 제13호선과 중복           |
| 운곡교                         |                                                                             | 나주시                                                      | 이창동                                                         | 국도 제13호선과 중복           |
| 운곡교 남단                    | 영산포로                                                                    | 나주시                                                      | 이창동                                                         | 국도 제13호선과 중복           |
| 장산사거리 (장산고가교)        | 국도 제13호선 (예향로)                                                      | 나주시                                                      | 왕곡면                                                         | 국도 제13호선과 중복           |
| 나주지방산단 교차로            | 동수농공단지길                                                              | 나주시                                                      | 이창동                                                         |                                |
| 동수 교차로                    | 국도 제1호선 국가지원지방도 제49호선 국가지원지방도 제60호선 (빛가람장성로) | 나주시                                                      | 이창동                                                         | 국가지원지방도 제49호선과 중복 |
| 혁신산단왕곡 교차로            | 혁신산단5길                                                                 | 나주시                                                      | 이창동                                                         | 국가지원지방도 제49호선과 중복 |
| 덕산 교차로                    | 덕산길                                                                      | 나주시                                                      | 왕곡면                                                         | 국가지원지방도 제49호선과 중복 |
| 화정 교차로                    | 월천화정길                                                                  | 나주시                                                      | 왕곡면                                                         | 국가지원지방도 제49호선과 중복 |
| 화정2교 화정1교                |                                                                             | 나주시                                                      | 왕곡면                                                         | 국가지원지방도 제49호선과 중복 |
| 박포 교차로                    | 화정로                                                                      | 나주시                                                      | 왕곡면                                                         | 국가지원지방도 제49호선과 중복 |
| 신포 교차로                    | 청송로                                                                      | 나주시                                                      | 왕곡면                                                         | 국가지원지방도 제49호선과 중복 |
| 복사초리삼거리                 | 지방도 제821호선 (자미로)                                                   | 나주시                                                      | 공산면                                                         | 국가지원지방도 제49호선과 중복 |
| 금곡 교차로                    | 공산로 원금곡길                                                             | 나주시                                                      | 공산면                                                         | 국가지원지방도 제49호선과 중복 |
| 공산교                         |                                                                             | 나주시                                                      | 공산면                                                         | 국가지원지방도 제49호선과 중복 |
| 공산 교차로                    | 지방도 제801호선 (마한로)                                                   | 나주시                                                      | 공산면                                                         | 국가지원지방도 제49호선과 중복 |
| 이동 교차로                    | 공산로 이동길                                                               | 나주시                                                      | 공산면                                                         | 국가지원지방도 제49호선과 중복 |
| 동촌 교차로                    | 화성길                                                                      | 나주시                                                      | 공산면                                                         | 국가지원지방도 제49호선과 중복 |
| 성남천교                       |                                                                             | 나주시                                                      | 공산면                                                         | 국가지원지방도 제49호선과 중복 |
|                                | 동강면                                                                      | 나주시                                                      |                                                                | 국가지원지방도 제49호선과 중복 |
| 동강 교차로                    | 국가지원지방도 제49호선 (남악동강로) 진천길                                 | 나주시                                                      |                                                                | 국가지원지방도 제49호선과 중복 |
| 옥동 교차로                    | 나주서부로 동강로                                                           | 나주시                                                      |                                                                |                                |
| 병반사거리                     | 성지길 인동길                                                               | 나주시                                                      |                                                                |                                |
| 양지사거리                     | 가양로 백련산로                                                             | 나주시                                                      |                                                                |                                |
| 동강교                         |                                                                             | 나주시                                                      |                                                                |                                |
|                                | 함평군                                                                      | 학교면                                                      |                                                                |                                |
| 곡창 교차로                    | 함평군                                                                      | 학교면                                                      | 지방도 제825호선 (영산강로)                                    | 지방도 제825호선과 중복        |
| 학교면입구 교차로              | 함평군                                                                      | 학교면                                                      | 학다리길                                                       | 지방도 제825호선과 중복        |
| 학교사거리                     | 함평군                                                                      | 학교면                                                      | 국도 제1호선 국가지원지방도 제60호선 지방도 제825호선 (영산로) | 지방도 제825호선과 중복        |
| 학교버스터미널                 | 함평군                                                                      | 학교면                                                      |                                                                |                                |
| 검정오거리                     | 함평군                                                                      | 국도 제24호선 (함장로)                                      | 함평읍                                                         |                                |
| 기각사거리                     | 함평군                                                                      | 영수길                                                      | 함평읍                                                         |                                |
| 백곡 교차로                    | 함평군                                                                      | 지방도 제815호선 (남일길)                                   | 함평읍                                                         | 대덕삼거리와 연결              |
| 양림 교차로                    | 함평군                                                                      | 주포로 양림길                                               | 함평읍                                                         |                                |
| 함평 나들목                    | 함평군                                                                      | 15호선 서해안고속도로                                       | 함평읍                                                         |                                |
| 함평고등학교                   | 함평군                                                                      |                                                             | 함평읍                                                         |                                |
| 금산 교차로                    | 함평군                                                                      | 손무로                                                      | 대동면                                                         |                                |
| 유천 교차로                    | 함평군                                                                      | 학동로                                                      | 신광면                                                         | 가덕삼거리와 연결              |
| 생태공원 교차로                | 함평군                                                                      | 학동로                                                      | 신광면                                                         |                                |
| 장산 교차로                    | 함평군                                                                      | 학동로 계천길                                               | 신광면                                                         |                                |
| 신광육교                       | 함평군                                                                      | 덕일길                                                      | 신광면                                                         |                                |
| (이름 없음)                    | 함평군                                                                      | 지방도 제838호선 (신광중앙길)                               | 신광면                                                         | 지방도 제838호선과 중복        |
| 원산삼거리                     | 함평군                                                                      | 지방도 제838호선 (신해로)                                   | 신광면                                                         | 지방도 제838호선과 중복        |
| 신광면함정리 교차로            | 함평군                                                                      | 삼무길                                                      | 신광면                                                         |                                |
| 연화삼거리                     | 함평군                                                                      | 일강로                                                      | 신광면                                                         |                                |
| 안맹삼거리                     | 강항로                                                                      | 영광군                                                      | 불갑면                                                         |                                |
| 녹산사거리                     | 군불로 방마로                                                               | 영광군                                                      | 불갑면                                                         |                                |
| 불갑산 나들목                  | 15호선 서해안고속도로 성지로                                                | 영광군                                                      | 불갑면                                                         |                                |
| 가사삼거리                     | 가남로                                                                      | 영광군                                                      | 군서면                                                         |                                |
| 녹사 교차로                    | 국도 제22호선 (영광로) 함영로                                               | 영광군                                                      | 영광읍                                                         | 국도 제22호선과 중복           |
| 녹사교                         |                                                                             | 영광군                                                      | 영광읍                                                         | 국도 제22호선과 중복           |
| 종산 교차로                    | 지방도 제808호선 (천년로)                                                   | 영광군                                                      | 영광읍                                                         | 국도 제22호선과 중복           |
| 신하 교차로                    | 신남로                                                                      | 영광군                                                      | 영광읍                                                         | 국도 제22호선과 중복           |
| 신평 교차로                    | 국도 제22호선 (영광로) 지방도 제805호선 (백수로) (월현로)                   | 영광군                                                      | 영광읍                                                         | 국도 제22호선과 중복           |
| 스포티움 교차로 (단주지하차도) | 월현로                                                                      | 영광군                                                      | 영광읍                                                         |                                |
| 월평2 교차로                   | 와룡로                                                                      | 영광군                                                      | 영광읍                                                         |                                |
| 월평 교차로                    | 옥당로                                                                      | 영광군                                                      | 영광읍                                                         |                                |
| 북문 교차로                    | 중앙로 청보리로                                                             | 영광군                                                      | 영광읍                                                         |                                |
| 깃봉 교차로                    | 묘량로                                                                      | 영광군                                                      | 묘량면                                                         |                                |
| 입석교                         |                                                                             | 영광군                                                      | 영광읍                                                         |                                |
| 우평 교차로                    | 영대로4길 원당길                                                            | 영광군                                                      | 영광읍                                                         |                                |
| 영광 나들목 (원흥 교차로)      | 15호선 서해안고속도로 전기차로                                              | 영광군                                                      | 영광읍                                                         |                                |
| 고령2교                        |                                                                             | 영광군                                                      | 영광읍                                                         |                                |
|                                | 고창군                                                                      | 대산면                                                      | 전북특별자치도 구간                                            |                                |
| 고령2 교차로                   | 고창군                                                                      | 대산면                                                      | 전북특별자치도 구간                                            | 영대로5길                      |
| 약산 교차로                    | 고창군                                                                      | 대산면                                                      | 전북특별자치도 구간                                            | 신산길 약산동촌길              |
| 오성 교차로                    | 고창군                                                                      | 대산면                                                      | 전북특별자치도 구간                                            | 반룡길                         |
| 춘산 교차로                    | 대성로                                                                      | 영광군                                                      | 대마면                                                         |                                |
| 홍교1교                        |                                                                             | 영광군                                                      | 대마면                                                         |                                |
| 홍교 교차로                    | 지방도 제734호선 (홍교로)                                                   | 영광군                                                      | 대마면                                                         |                                |

- 공사구간 (미착공) : 잣두 교차로 ~ 늑룡 교차로

### 전북특별자치도
| 이름                                    | 접속 노선                               | 소재지                                     | 소재지                                                | 비고                                   |
| --------------------------------------- | --------------------------------------- | ------------------------------------------ | ----------------------------------------------------- | -------------------------------------- |
| 외원 교차로                             | 대성로                                  | 고창군                                     | 성송면                                                |                                        |
| 백토교                                  |                                         | 고창군                                     | 성송면                                                |                                        |
| 성송 교차로                             | 손화중로                                | 고창군                                     | 성송면                                                |                                        |
| 선동교                                  |                                         | 고창군                                     | 성송면                                                |                                        |
| 어림삼거리                              | 대성로                                  | 고창군                                     | 성송면                                                |                                        |
| 학천 교차로                             | 대성로 학천로                           | 고창군                                     | 성송면                                                |                                        |
| 사내 교차로                             | 사내길                                  | 고창군                                     | 성송면                                                |                                        |
| 사내 교차로                             | 사내길                                  | 고창군                                     | 고수면                                                |                                        |
| 장두 교차로                             | 장두길 초내길                           | 고창군                                     | 상행 진입 불가 하행 진출 불가                         |                                        |
| (교량 명칭 미상)                        |                                         | 고창군                                     |                                                       |                                        |
| 월계 교차로                             | 내창수곡길                              | 고창군                                     |                                                       |                                        |
| 월계교                                  |                                         | 고창군                                     |                                                       |                                        |
| 부곡 교차로                             | 부곡길 연동1길                          | 고창군                                     |                                                       |                                        |
| 남고창 나들목 (남고창 교차로)           | 253호선 고창담양고속도로 남고창산단로   | 고창군                                     |                                                       |                                        |
| 고수1교                                 |                                         | 고창군                                     |                                                       |                                        |
| 고수 교차로                             | 남고창산단로                            | 고창군                                     |                                                       |                                        |
| 와촌 교차로                             | 고수농공단지길 와촌길                   | 고창군                                     |                                                       |                                        |
| 와촌1교                                 |                                         | 고창군                                     |                                                       |                                        |
|                                         | 고창읍                                  | 고창군                                     |                                                       |                                        |
| 덕산 교차로                             | 중거리당산로                            | 고창군                                     |                                                       |                                        |
| 읍내사거리                              | 녹두로 동리로                           | 고창군                                     |                                                       |                                        |
| 읍내교                                  |                                         | 고창군                                     |                                                       |                                        |
| 읍내 교차로                             | 중앙로                                  | 고창군                                     | 고창 나들목과 연결                                    |                                        |
| 석교사거리                              | 전봉준로 소반3길 소반7길                | 고창군                                     |                                                       |                                        |
| 성두 교차로                             | 국가지원지방도 제15호선 (동서대로)      | 고창군                                     | 하행만 진출입 가능 상행 진출입은 모양성로 이용        |                                        |
| 성두삼거리                              | 모양성로                                | 고창군                                     |                                                       |                                        |
| 세곡삼거리                              | 지방도 제708호선 (왕림로)               | 고창군                                     | 신림면                                                |                                        |
| 자포교                                  |                                         | 고창군                                     | 신림면                                                |                                        |
| 신림초등학교                            | 신림로                                  | 고창군                                     | 신림면                                                |                                        |
| 사천삼거리                              | 선운대로                                | 고창군                                     | 흥덕면                                                |                                        |
| (목화교)                                | 국도 제22호선 (선운대로)                | 고창군                                     | 흥덕면                                                | 국도 제22호선과 중복                   |
| 목화 교차로                             | 흥덕로                                  | 고창군                                     | 흥덕면                                                | 국도 제22호선과 중복                   |
| (이름 없음)                             | 효감천로                                | 고창군                                     | 흥덕면                                                | 국도 제22호선과 중복                   |
| 제하사거리                              | 국도 제22호선 (선운대로) 제하길         | 고창군                                     | 흥덕면                                                | 국도 제22호선과 중복                   |
| 치이삼거리                              | 잿말길                                  | 고창군                                     | 흥덕면                                                |                                        |
| 신기삼거리                              | 후포로                                  | 고창군                                     | 흥덕면                                                |                                        |
| 신송리                                  | 동림로                                  | 고창군                                     | 흥덕면                                                |                                        |
| 신덕삼거리                              | 후포로                                  | 고창군                                     | 흥덕면                                                |                                        |
| 신리삼거리                              | 신리로                                  | 부안군                                     | 줄포면                                                |                                        |
| 줄포사거리                              | 지방도 제710호선 (줄포중앙로)           | 부안군                                     | 줄포면                                                |                                        |
| (줄포상설시장)                          | 지방도 제707호선 (줄포길)               | 부안군                                     | 줄포면                                                |                                        |
| 줄포중학교                              |                                         | 부안군                                     | 줄포면                                                |                                        |
| 줄포중삼거리                            | 줄포용서길                              | 부안군                                     | 줄포면                                                |                                        |
| 줄포농공단지                            | 분탕골로 농공단지길                     | 부안군                                     | 줄포면                                                |                                        |
| 영전사거리                              | 국도 제30호선 (청자로) 영전길           | 부안군                                     | 보안면                                                |                                        |
| 영전초등학교                            |                                         | 부안군                                     | 보안면                                                |                                        |
| (사창사거리)                            | 남포로 보안로                           | 부안군                                     | 보안면                                                |                                        |
| 호벌치                                  |                                         | 부안군                                     | 보안면                                                |                                        |
|                                         | 상서면                                  | 부안군                                     |                                                       |                                        |
| 유정삼거리                              | 종유로                                  | 부안군                                     |                                                       |                                        |
| 유정삼거리                              | 종유로                                  | 부안군                                     | 주산면                                                |                                        |
| (봉은)                                  | 사산서길                                | 부안군                                     |                                                       |                                        |
| (봉은)                                  | 사산서길                                | 부안군                                     | 상서면                                                |                                        |
| 봉은삼거리                              | 개암로                                  | 부안군                                     |                                                       |                                        |
| 회시교 부안원숭이학교                   |                                         | 부안군                                     |                                                       |                                        |
| 우덕교                                  | 우덕길                                  | 부안군                                     |                                                       |                                        |
| 우덕초등학교 상서면사무소               |                                         | 부안군                                     |                                                       |                                        |
| 상서사거리                              | 지방도 제736호선 (고인돌로) (만석로)    | 부안군                                     |                                                       |                                        |
| 고잔교                                  |                                         | 부안군                                     |                                                       |                                        |
| 백석교                                  |                                         | 부안군                                     |                                                       |                                        |
|                                         | 행안면                                  | 부안군                                     |                                                       |                                        |
| 스포츠파크사거리                        | 순환북로 순환남로                       | 부안군                                     |                                                       |                                        |
| 행안초교사거리                          | 매창로 월륜길                           | 부안군                                     |                                                       |                                        |
| 신기 교차로                             | 오리정로                                | 부안군                                     |                                                       |                                        |
| 송정 교차로 (송정교)                    | 지방도 제705호선 (번영로) 변산로 서문로 | 부안군                                     | 지방도 제705호선과 중복                               |                                        |
| 삼산교                                  |                                         | 부안군                                     | 지방도 제705호선과 중복                               |                                        |
| 서림 교차로                             | 한가매길                                | 부안군                                     | 지방도 제705호선과 중복                               | 부안읍                                 |
| 신선교                                  |                                         | 부안군                                     | 지방도 제705호선과 중복                               | 부안읍                                 |
| 봉황2교                                 |                                         | 부안군                                     | 지방도 제705호선과 중복                               | 동진면                                 |
| 봉황 교차로 (봉황1교)                   | 국도 제30호선 (변산바다로)              | 부안군                                     | 지방도 제705호선과 중복                               | 동진면                                 |
| 신농 교차로 (신농교)                    | 지방도 제705호선 (동진로)               | 부안군                                     | 지방도 제705호선과 중복 상행 진출 불가 하행 진입 불가 | 동진면                                 |
| 장등 교차로                             | 간척길 동전장신길 장등길 장등안길       | 부안군                                     |                                                       | 동진면                                 |
| 고마제 교차로                           | 고마제로                                | 부안군                                     |                                                       | 동진면                                 |
| 동진대교                                |                                         | 부안군                                     |                                                       | 동진면                                 |
|                                         | 김제시                                  | 죽산면                                     |                                                       |                                        |
| 소제 교차로 소제교                      | 김제시                                  | 죽산면                                     | 서포2길 영구길                                        |                                        |
| 소제 교차로 소제교                      | 김제시                                  | 죽산면                                     | 서포2길 영구길                                        |                                        |
| 언포 교차로                             | 김제시                                  | 죽산면                                     | 죽산로 서포1길                                        | 상행 진입 불가 하행 진출 불가          |
| 유호교 죽산교                           | 김제시                                  | 죽산면                                     |                                                       |                                        |
| 오봉교차로                              | 김제시                                  | 죽산면                                     | 죽산로 화초로 홍산2길                                 | 상행 진출 불가 하행 진입 불가          |
| 옥성 교차로                             | 김제시                                  | 죽산면                                     | 죽산로 오성3길                                        | 상행 죽산로만 연결 하행 오성3길만 연결 |
| 신흥교차로                              | 김제시                                  | 죽산면                                     | 옥성로                                                |                                        |
| 옥성교                                  | 김제시                                  | 죽산면                                     |                                                       |                                        |
| 연정 교차로                             | 김제시                                  | 국도 제29호선 (아리랑로) 월죽로            | 교월동                                                | 국도 제29호선과 중복                   |
| 명덕교 복죽1교 복죽2교 복죽3교 구산천교 | 김제시                                  |                                            | 교월동                                                | 국도 제29호선과 중복                   |
| 신곡 교차로                             | 김제시                                  | 국도 제29호선 (금만로)                     | 교월동                                                | 국도 제29호선과 중복                   |
| 신곡교                                  | 김제시                                  |                                            | 교월동                                                |                                        |
|                                         | 김제시                                  | 요촌동                                     |                                                       |                                        |
| 하서교                                  | 김제시                                  |                                            | 백산면                                                |                                        |
| 백산 교차로                             | 김제시                                  | 지방도 제712호선 (백산로)                  | 백산면                                                |                                        |
| 흥사1교                                 | 김제시                                  |                                            | 요촌동                                                |                                        |
| 흥사 교차로                             | 김제시                                  | 아리랑로 하공로                            | 요촌동                                                |                                        |
| 상정교                                  | 김제시                                  |                                            | 백산면                                                |                                        |
| 상정 교차로                             | 김제시                                  | 종정길                                     | 백산면                                                |                                        |
| 백산 교차로                             | 김제시                                  | 지방도 제702호선 (농제로)                  | 백산면                                                | 지방도 제702호선과 중복                |
| 존걸 교차로                             | 김제시                                  | 지방도 제702호선 (소음방로) 유강로 황경길  | 공덕면                                                | 지방도 제702호선과 중복                |
| 송산육교                                | 김제시                                  | 공덕4길                                    | 공덕면                                                | 상행 진출 불가                         |
| 덕광교                                  | 김제시                                  |                                            | 공덕면                                                |                                        |
| 공덕 교차로                             | 김제시                                  | 국도 제21호선 (새만금북로)                 | 공덕면                                                |                                        |
| 목천대교                                | 김제시                                  |                                            | 공덕면                                                |                                        |
|                                         | 익산시                                  | 오산면                                     |                                                       |                                        |
| 목천 교차로                             | 익산시                                  | 오산면                                     | 국도 제26호선 (번영로)                                |                                        |
| 송학 교차로                             | 익산시                                  | 오산면                                     | 국도 제27호선 (군익로) 무왕로                         | 국도 제27호선과 중복                   |
| (외검)                                  | 익산시                                  | 오산면                                     | 항쟁로                                                | 국도 제27호선과 중복                   |
| 장신 교차로                             | 익산시                                  | 오산면                                     | 오산로                                                | 국도 제27호선과 중복                   |
| 영만교 청수교                           | 익산시                                  | 오산면                                     |                                                       | 국도 제27호선과 중복                   |
| 영만 교차로                             | 익산시                                  | 오산면                                     | 국도 제27호선 (군익로)                                | 국도 제27호선과 중복                   |
| 만석교                                  | 익산시                                  | 오산면                                     |                                                       |                                        |
| 탑천교                                  | 익산시                                  |                                            | 신동                                                  |                                        |
| 탑천교                                  | 익산시                                  | 황등면                                     |                                                       |                                        |
| 황등교                                  | 익산시                                  |                                            |                                                       |                                        |
| 동련 교차로 (동련IC교)                  | 익산시                                  | 지방도 제722호선 (황등서로)                |                                                       |                                        |
| 동련 교차로 (동련IC교)                  | 익산시                                  | 지방도 제722호선 (황등서로)                | 함라면                                                |                                        |
| 웅연교                                  | 익산시                                  |                                            |                                                       |                                        |
| 죽촌 교차로 (죽촌IC교)                  | 익산시                                  | 시와로                                     | 황등면                                                |                                        |
| 다송과선교                              | 익산시                                  |                                            | 함열읍                                                |                                        |
| 다송 교차로                             | 익산시                                  | 익산대로                                   | 함열읍                                                |                                        |
| 다송사거리 (고가)                       | 익산시                                  | 지방도 제723호선 (백제로)                  | 함열읍                                                |                                        |
| 용왕 교차로                             | 익산시                                  | 미륵사지로                                 | 함열읍                                                |                                        |
| 정동오거리                              | 익산시                                  | 지방도 제724호선 (함낭로) 함열10길         | 함열읍                                                |                                        |
| 남당사거리                              | 익산시                                  | 함열중앙로                                 | 함열읍                                                |                                        |
| 함열여자고등학교                        | 익산시                                  |                                            | 함열읍                                                |                                        |
| 함열 교차로                             | 익산시                                  | 와리5길 칠목길                             | 함열읍                                                |                                        |
| 동지산리                                | 익산시                                  | 안성로                                     | 용안면                                                |                                        |
| 안대교 송산육교                         | 익산시                                  |                                            | 용안면                                                |                                        |
| 송산 교차로                             | 익산시                                  | 함열로                                     | 용안면                                                |                                        |
| 학남교                                  | 익산시                                  |                                            | 용안면                                                |                                        |
| 용안입구 교차로                         | 익산시                                  | 지방도 제706호선 (현내1로)                 | 용안면                                                |                                        |
| 덕용 교차로                             | 익산시                                  | 지방도 제711호선 (함안로)                  | 용안면                                                | 상행 진출 불가 하행 진입 불가          |
| 용안교                                  | 익산시                                  |                                            | 용안면                                                |                                        |
| 중신 교차로                             | 익산시                                  | 현내로                                     | 용안면                                                |                                        |
| 운교                                    | 익산시                                  |                                            | 용안면                                                |                                        |
|                                         | 익산시                                  | 용동면                                     |                                                       |                                        |
| 구산리                                  | 익산시                                  | 용동로                                     |                                                       |                                        |
| 화산 교차로                             | 익산시                                  | 나바위길 화산1길                           | 망성면                                                |                                        |
| 화산교                                  | 익산시                                  |                                            | 망성면                                                |                                        |
| 망성 교차로                             | 익산시                                  | 국가지원지방도 제68호선 (강경~연무간 도로) | 망성면                                                | 국가지원지방도 제68호선과 중복         |
| 망성도정공장                            | 익산시                                  |                                            | 망성면                                                | 국가지원지방도 제68호선과 중복         |

- 공사구간 (2017년 완공 예정) : 고령교 ~ 고령 교차로 ~ 약산 교차로 ~ 오성 교차로 ~ 춘산 교차로

기존 구간 (2017년 이전 노선)
- 익산시 송학 교차로 - 모현육교 - 신기 교차로 - 모현교 - 원대사거리 - 원광보건대학교 - 석수문교 - 요교 - 신기 교차로 - 황등1교 - 황등2교 - 황등 교차로 - 황등삼거리 - 농공단지 교차로 - 다송 교차로

### 충청남도·세종특별자치시
| 이름                              | 접속 노선                                  | 소재지                                             | 소재지                                             | 비고                           |
| --------------------------------- | ------------------------------------------ | -------------------------------------------------- | -------------------------------------------------- | ------------------------------ |
| 망성도정공장                      |                                            | 논산시                                             | 강경읍                                             | 국가지원지방도 제68호선과 중복 |
| 강경중학교                        |                                            | 논산시                                             | 강경읍                                             | 국가지원지방도 제68호선과 중복 |
| 강경중학교앞 교차로               | 국가지원지방도 제68호선 (계백로)           | 논산시                                             | 강경읍                                             | 국가지원지방도 제68호선과 중복 |
| 채산과선교                        |                                            | 논산시                                             | 강경읍                                             |                                |
| 산양사거리                        | 동안로                                     | 논산시                                             | 강경읍                                             |                                |
| 강경대교                          |                                            | 논산시                                             | 강경읍                                             |                                |
|                                   | 채운면                                     | 논산시                                             |                                                    |                                |
| 삼거삼거리                        | 계백로                                     | 논산시                                             |                                                    |                                |
| 채운삼거리                        | 채운로                                     | 논산시                                             |                                                    |                                |
| 화산사거리                        | 논산대로 계백로 계백로655번길              | 논산시                                             | 부창동                                             |                                |
| 놀뫼대교밑                        | 득안대로 강변로                            | 논산시                                             | 부창동                                             |                                |
| 논산신대교 (놀뫼대교)             |                                            | 논산시                                             | 부창동                                             |                                |
|                                   | 성동면                                     | 논산시                                             |                                                    |                                |
| 논산 교차로                       | 국도 제4호선 (대백제로)                    | 논산시                                             | 광석면                                             | 국도 제4호선과 중복            |
| 광석 교차로                       | 국도 제4호선 지방도 제643호선 (장마루로)   | 논산시                                             | 광석면                                             | 국도 제4호선과 중복            |
| 천동 교차로                       | 논산평야로                                 | 논산시                                             | 광석면                                             |                                |
| 왕전 교차로                       | 논산평야로 왕전2길                         | 논산시                                             | 광석면                                             |                                |
| 하도 교차로                       | 하도1길                                    | 논산시                                             | 노성면                                             |                                |
| 노성 교차로                       | 지방도 제691호선 (백일헌로) 노성로         | 논산시                                             | 상월면                                             |                                |
| 신충 교차로                       | 백일헌로                                   | 논산시                                             | 상월면                                             | 상행 진출 불가 하행 진입 불가  |
| 월오 교차로                       | 호월로 월오5길                             | 논산시                                             | 상월면                                             |                                |
| 월오교                            |                                            | 논산시                                             | 상월면                                             |                                |
|                                   | 공주시                                     | 계룡면                                             |                                                    |                                |
| 월곡2교 동학교                    | 공주시                                     | 계룡면                                             |                                                    |                                |
| 상성 교차로                       | 공주시                                     | 계룡면                                             | 지방도 제697호선 (구부내로)                        |                                |
| 유평 교차로                       | 공주시                                     | 계룡면                                             | 영규대사로 혹신길                                  |                                |
| 계룡교                            | 공주시                                     | 계룡면                                             |                                                    |                                |
| 봉명 교차로                       | 공주시                                     | 계룡면                                             | 영규대사로 널티1길                                 | 상행 진출 불가 하행 진입 불가  |
| 원동교                            | 공주시                                     | 계룡면                                             | 영규대사로 기산방죽골길 노루목길                   |                                |
| 기산1교 기산2교 화은교            | 공주시                                     | 계룡면                                             |                                                    |                                |
| 화은리                            | 공주시                                     | 계룡면                                             | 노루목길 도장골길 전진배길                         |                                |
| 화은리                            | 공주시                                     | 계룡면                                             | 가마울길 신기안길 전진배길                         |                                |
| 효포교                            | 공주시                                     |                                                    | 옥룡동                                             |                                |
| 신기동                            | 공주시                                     | 신기안길 전진배길                                  | 옥룡동                                             |                                |
| 돌반 교차로                       | 공주시                                     | 소학동길 신기안길                                  | 옥룡동                                             | 상행 진입 불가 하행 진출 불가  |
| 신공주대교                        | 공주시                                     |                                                    | 옥룡동                                             |                                |
|                                   | 공주시                                     | 월송동                                             |                                                    |                                |
| 월송 교차로                       | 공주시                                     | 국도 제32호선 국가지원지방도 제96호선 (금벽로)     |                                                    |                                |
| 다래울 교차로                     | 공주시                                     | 사송정길                                           |                                                    |                                |
| 장기교                            | 공주시                                     |                                                    |                                                    |                                |
| 송선 교차로 (송선육교)            | 공주시                                     | 국도 제36호선 (장기로)                             | 국도 제36호선과 중복                               |                                |
| 청룡교                            | 공주시                                     |                                                    | 국도 제36호선과 중복                               | 의당면                         |
| 청룡 교차로                       | 공주시                                     | 의당전의로                                         | 국도 제36호선과 중복                               | 의당면                         |
| 의당교                            | 공주시                                     |                                                    | 국도 제36호선과 중복                               | 의당면                         |
| 정안천교                          | 공주시                                     |                                                    | 국도 제36호선과 중복                               | 의당면                         |
|                                   | 공주시                                     | 우성면                                             | 국도 제36호선과 중복                               |                                |
| 목천 교차로                       | 공주시                                     | 국도 제36호선 (차동로)                             | 국도 제36호선과 중복                               |                                |
| 목천리                            | 공주시                                     | 내산목천길                                         |                                                    |                                |
| 목천 교차로                       | 공주시                                     | 목천2길 백제큰길                                   |                                                    |                                |
| 오인 교차로 (오인육교)            | 공주시                                     | 모란길 의당길                                      | 의당면                                             |                                |
| 모란교                            | 공주시                                     |                                                    | 의당면                                             |                                |
|                                   | 공주시                                     | 정안면                                             |                                                    |                                |
| 하정안교 석송교                   | 공주시                                     |                                                    |                                                    |                                |
| (석송초등학교앞)                  | 공주시                                     | 마래섭들길 북계새뜸길                              |                                                    |                                |
| 운궁교                            | 공주시                                     |                                                    |                                                    |                                |
| 운궁 교차로                       | 공주시                                     | 문화당길 은학동길                                  |                                                    |                                |
| (보물리입구)                      | 공주시                                     | 보물길                                             |                                                    |                                |
| 내촌 교차로                       | 공주시                                     | 정안중앙길                                         | 상행 진입 불가 하행 진출 불가                      |                                |
| 내촌교 광정교 창동교              | 공주시                                     |                                                    |                                                    |                                |
| 광정 교차로                       | 공주시                                     | 정안중앙길                                         | 상행 진출 불가 하행 진입 불가                      |                                |
| 정안 나들목 (창말 교차로)         | 공주시                                     | 25호선 논산천안고속도로 국도 제43호선 (정안세종로) | 국도 제43호선과 중복                               |                                |
| 사현교                            | 공주시                                     | 차령고개로                                         | 국도 제43호선과 중복                               |                                |
| 차령터널                          | 공주시                                     |                                                    | 국도 제43호선과 중복 상행 연장 490m 하행 연장 445m |                                |
| 차령터널                          |                                            | 천안시                                             | 국도 제43호선과 중복 상행 연장 490m 하행 연장 445m | 동남구 광덕면                  |
| 차령교                            |                                            | 천안시                                             | 국도 제43호선과 중복                               | 동남구 광덕면                  |
| 원덕교                            | 차령고개로                                 | 천안시                                             | 국도 제43호선과 중복 상행 진입 불가 하행 진출 불가 | 동남구 광덕면                  |
| 대평교                            |                                            | 천안시                                             | 국도 제43호선과 중복                               | 동남구 광덕면                  |
| 유천 교차로                       | 국도 제1호선 (세종로)                      | 세종특별자치시                                     | 전의면                                             | 국도 제1, 43호선과 중복        |
| 구정사거리                        | 운주산로 행정길                            | 천안시                                             | 동남구 광덕면                                      | 국도 제1, 43호선과 중복        |
| 행정삼거리                        | 지방도 제623호선 (차령고개로)              | 세종특별자치시                                     | 소정면                                             | 국도 제1, 43호선과 중복        |
| 운당리삼거리                      | 소정구길                                   | 세종특별자치시                                     | 소정면                                             | 국도 제1, 43호선과 중복        |
| 운당 교차로                       | 국도 제43호선 (세종평택로) 소정안골1길     | 세종특별자치시                                     | 소정면                                             | 국도 제1, 43호선과 중복        |
| 곡교천교                          |                                            | 세종특별자치시                                     | 소정면                                             | 국도 제1호선과 중복            |
| 곡교천교삼거리                    | 가송로                                     | 세종특별자치시                                     | 소정면                                             | 국도 제1호선과 중복            |
| 소정대교                          |                                            | 세종특별자치시                                     | 소정면                                             | 국도 제1호선과 중복            |
| 소정육교앞                        | 궁리길 소정구길                            | 세종특별자치시                                     | 소정면                                             | 국도 제1호선과 중복            |
| 대곡사거리                        | 취금헌로                                   | 세종특별자치시                                     | 소정면                                             | 국도 제1호선과 중복            |
| 제3소사교                         |                                            | 천안시                                             | 동남구 목천읍                                      | 국도 제1호선과 중복            |
| 남천안 나들목                     | 25호선 논산천안고속도로                    | 천안시                                             | 동남구 목천읍                                      | 국도 제1호선과 중복            |
| 도리티삼거리                      | 청당산업길                                 | 천안시                                             | 동남구 목천읍                                      | 국도 제1호선과 중복            |
| 도리티                            |                                            | 천안시                                             | 동남구 목천읍                                      | 국도 제1호선과 중복            |
|                                   | 동남구                                     | 천안시                                             |                                                    | 국도 제1호선과 중복            |
| 선문대학교 천안캠퍼스             |                                            | 천안시                                             |                                                    | 국도 제1호선과 중복            |
| 천안여고삼거리 (천안생활체육공원) | 삼룡3길                                    | 천안시                                             |                                                    | 국도 제1호선과 중복            |
| 청삼 교차로                       | 국도 제21호선 (남부대로)                   | 천안시                                             |                                                    | 국도 제1호선과 중복            |
| 천안박물관 천안삼거리공원         |                                            | 천안시                                             |                                                    | 국도 제1호선과 중복            |
| 삼룡사거리                        | 충절로                                     | 천안시                                             |                                                    | 국도 제1호선과 중복            |
| 굴울사거리                        | 정골1길                                    | 천안시                                             |                                                    | 국도 제1호선과 중복            |
| 구성삼거리                        | 충무로                                     | 천안시                                             |                                                    | 국도 제1호선과 중복            |
| 천안동남소방서                    |                                            | 천안시                                             |                                                    | 국도 제1호선과 중복            |
| 고재사거리                        | 유량로 고재15길                            | 천안시                                             |                                                    | 국도 제1호선과 중복            |
| 도로원점삼거리                    | 버들로                                     | 천안시                                             |                                                    | 국도 제1호선과 중복            |
| 동부사거리                        | 태조산길 원성천1길                         | 천안시                                             |                                                    | 국도 제1호선과 중복            |
| 천안로사거리                      | 천안대로 만남로                            | 천안시                                             |                                                    | 국도 제1호선과 중복            |
| 천안 나들목                       | 1호선 경부고속도로 국도 제1호선 (삼성대로) | 천안시                                             | 종점 국도 제1호선과 중복                           |                                |
| 국가지원지방도 제23호선과 직결    |                                            |                                                    |                                                    |                                |

## 도로명
전라남도
- 강진군 강진읍 동성사거리 ~ 마량면 하분교 : 청자로
- 장흥군 대덕읍 하분교 ~ 유치면 반월리 : 장흥대로
- 영암군 금정면 연소리 ~ 나주시 영산동 외국어고앞 : 영나로
- 나주시 영산동 외국어고앞 ~ 이창동 이창동삼거리 : 금영로
- 나주시 이창동 이창동삼거리 ~ 왕곡면 장산사거리 : 예향로
- 나주시 왕곡면 장산사거리 ~ 동강면 동강교 : 나주서부로
- 함평군 학교면 동강교 ~ 영광군 영광읍 녹사 교차로 : 함영로
- 영광군 영광읍 녹사 교차로 ~ 신평 교차로 : 영광로
- 영광군 영광읍 신평 교차로 ~ 대마면 춘산 교차로 : 영대로
- 영광군 대마면 춘산 교차로 ~ 홍교리 : 고인돌대로

전북특별자치도
- 고창군 대산면 고령교 ~ 춘산 교차로 : 고인돌대로
- 고창군 대산면 상금리 ~ 흥덕면 제하사거리 : 고인돌대로
- 고창군 흥덕면 제하사거리 ~ 부안군 동진면 동진대교 : 부안로
- 김제시 죽산면 동진대교 ~ 교월동 연정 교차로 : 월죽로
- 김제시 교월동 연정 교차로 ~ 요촌동 흥사 교차로 : 아리랑로
- 김제시 요촌동 흥사 교차로 ~ 공덕면 목천대교 : 하공로
- 익산시 오산면 목천대교 ~ 오산면 송학 교차로 : 무왕로
- 익산시 오산면 송학 교차로 ~ 영만 교차로 : 군익로
- 익산시 오산면 영만 교차로 ~ 함열읍 다송 교차로 : 서부로
- 익산시 함열읍 다송 교차로 ~ 망성면 망성도정공장 : 익산대로

충청남도· 세종특별자치시
- 논산시 강경읍 망성도정공장 ~ 강경중학교앞 교차로 : 계백로
- 논산시 강경읍 강경중학교앞 교차로 ~ 채운면 삼거삼거리 : 강경로
- 논산시 채운면 삼거삼거리 ~ 부창동 화산사거리 : 계백로
- 논산시 부창동 화산사거리 ~ 놀뫼대교 밑 : 강변로
- 논산시 부창동 놀뫼대교 밑 ~ 상월면 월곡1교 : 득안대로
- 공주시 계룡면 월곡1교 ~ 세종특별자치시 전의면 유천 교차로 : 차령로
- 세종특별자치시 전의면 유천 교차로 ~ 천안시 동남구 목천읍 남천안 나들목 : 세종로
- 천안시 동남구 목천읍 남천안 나들목 ~ 동남구 천안로사거리 : 천안대로
- 천안시 동남구 천안로사거리 ~ 천안 나들목 : 만남로

## 자동차 전용도로 구간
아래 구간은 건설교통부에서 지정한 자동차 전용도로 구간이므로 보행자, 자전거 등은 통행할 수 없다. 이륜자동차 (모터사이클 혹은 오토바이)는 긴급자동차 (싸이카 및 소방용 모터사이클 등)에 한해 통행이 가능하며, 그 밖의 이륜자동차와 경운기, 우마차, 트랙터, 손수레는 통행할 수 없다.
| 도로명 | 시점                                             | 종점                                             | 총연장 (km) | 차로수 | 지정일         |
| ------ | ------------------------------------------------ | ------------------------------------------------ | ----------- | ------ | -------------- |
| 서부로 | 전북특별자치도 익산시 오산면 영만리(영만 교차로) | 전북특별자치도 익산시 함열읍 다송리(다송 교차로) | 10.8        | 4      | 2005년 6월 3일 |

## 같이 보기
- 국가지원지방도 제23호선 - 천안에서 접속하여 서울까지 이어짐.